# PDF/A
PDF/A (archiwalny PDF) – format pliku służący długoterminowej archiwizacji danych elektronicznych. Zainicjowany przez Adobe Systems w PDF Reference Version 1.4, w piątej wersji Adobe Acrobat. 
1 października 2005 Międzynarodowa Organizacja Normalizacyjna przyjęła go jako standard pod numerem ISO 19005, publikując go pod nazwą: ang. Document Management – Electronic document file format for long term preservation – Part 1: Use of PDF 1.4 (PDF/A-1), pol. dosł. Zarządzanie dokumentami – Format plików dokumentów elektronicznych do długoterminowego przechowywania – Część 1: Użytkowanie PDF 1.4 (PDF/A-1).
W standardzie ISO 19005-1 i kolejnych, zawarto treści sugerujące archiwizację z zachowaniem struktury pliku w taki sposób, by pomimo wciąż dynamicznie następującego rozwoju w dziedzinie dokumentów elektronicznych bazujących na standardach PDF, możliwe było odtworzenie niezmienionej z czasem struktury dokumentu, tj. kolorystyki, układu graficznego, rozmiarów etc. Ma być to możliwe przez całkowite zawarcie wszystkich informacji o użytych elementach w dokumencie w pliku tegoż dokumentu – np. przez osadzenie wszelkich jego elementów – tekstu, czcionek, grafik wektorowych, rysunków rastrowych, przypisów i komentarzy itp.

## Standardy
| Skrót   | Podtytuł                                                             | Opublikowany     | Standard    | Na podstawie               |
| ------- | -------------------------------------------------------------------- | ---------------- | ----------- | -------------------------- |
| PDF/A-1 | Part 1: Use of PDF 1.4 (PDF/A-1)                                     | październik 2005 | ISO 19005-1 | PDF 1.4 (ISO 19005-1:2005) |
| PDF/A-2 | Part 2: Use of ISO 32000-1 (PDF/A-2)                                 | lipiec 2011      | ISO 19005-2 | PDF 1.7 (ISO 32000-1:2008) |
| PDF/A-3 | Part 3: Use of ISO 32000-1 with support for embedded files (PDF/A-3) | październik 2012 | ISO 19005-3 | PDF 1.7 (ISO 32000-1:2008) |
| PDF/A-4 | Part 4: Use of ISO 32000-2 (PDF/A-4)                                 | listopad 2020    | ISO 19005-4 | PDF 2.0 (ISO 32000-2:2020) |

## Aplikacje wspierające standard
- Adobe Acrobat
- Microsoft Office 2010 i Microsoft Office 2007 po instalacji rozszerzenia[5] lub dodatku Service Pack
- OpenOffice.org od wersji 2.4[6]
- Altsoft Xml2PDF
- PDFCreator
- PDF/A Manager: Sprawdzanie poprawności/zgodności PDF/A i konwersja PDF do PDF/A.[7]
- Solid PDF Tools v5
- Wondershare PDFelement